# Kdyně
Kdyně (německy Neu Gedein) je město v okrese Domažlice v Plzeňském kraji. Včetně místních částí tu žije přibližně 5 200 obyvatel. Město se nachází na pomezí Švihovské a Všerubské vrchoviny. Jde o třetí největší město v okrese  Domažlice.

## Historie
Písemné prameny se o Kdyni poprvé zmiňují v roce 1369. K roku 1508 se uvádí městečko, šlo však o pozdější Starou Kdyni, která v polovině 16. století vyhořela. K roku 1586 se připomíná dnešní Kdyně, která také patřila pánům z Rýzmberka, od roku 1697 hrabatům ze Stadionu a roku 1840 získala městská práva. V letech 1850–1949 zde sídlil okresní soud.
Koncem 16. století byl městu udělen městský znak a město nabylo práva na týdenní trhy a na dva výroční trhy. Město získalo gotický ráz i když nemělo souvislé hradby, ale pouze dvoje brány na vjezdu do města, které bylo možné uzavřít. Začaly se zde také vybírat cla ze zboží dopravovaného přes zemskou hranici.
Od roku 1624 obyvatelé města nemají být poddaní a (majitelé domů i posluhové) získali nebývale mírnou povinnost pracovat v roce o žních jen na 6 dní a 6 dní jezdit a orat. V té době měla Kdyně již 46 domů. Protože při požáru v roce 1781 shořely doklady s těmito privilegii, pak v roce 1784 tato práva císař obnovil. V roce 1801 si město poprvé zvolilo svého rychtáře a toto pak již bylo trvalým právem. Význam města potvrzuje i přítomnost Francouzů v roce 1805 i návštěva císaře Františka I. v roce 1812. V dubnu 1840 na základě žádosti z roku 1835 byla Kdyně povýšena na město. Po vzniku politického okresu Domažlice se zde nacházel jeden z okresních soudů.
Mezi významná řemesla patřilo tak zvané platýnkářství, tedy šití pytlíků pro mlýny, Od konce 17. století byla Kdyně panstvím rodiny Stadionů. Stala se významným střediskem textilního průmyslu, roku 1678 zde byla založena první textilní manufaktura v Čechách, která v polovině 18. století zaměstnávala 500 pracovníků a na 6000 domácích dělníků a byla tak největším zaměstnavatelem v západních Čechách. V roce 1769 zakoupil tuto manufakturu vídeňský bankéř Jakub Matyaš Schmidt. Na konci 18. století zde bylo 24 mistrů tohoto oboru, 34 tovaryšů a 11 učňů. Město se dále rozrůstalo, v roce 1826 zde bylo 164 domů a 1 428 obyvatel, v roce 1869 pak zde bylo již 224 domů a 1 998 obyvatel. Město se stalo i turisticky atraktivní. Již v roce 1858 zde byl první turistický host. Městu také prospělo postavení nádraží pošumavské železnice v roce 1888.
Dne 5. května 1945 byla Kdyně osvobozena americkou armádou. I když první Jeep se objevil ve městě den předem. Proto se ve Kdyni na Náměstí každý rok koná pietní akt s doprovodným kulturním programem.
Kdyňské strojírny v padesátých až osmdesátých letech 20. století vyráběly textilní stroje. Zdejší zaměstnanec František Šlegl (1921–1979) zde vyvinul vlastní stroj pro šití netkané tapisérie, který si dal pod označením Arachné roku 1967 patentovat. Tapisérie zhotovované touto strojní výrobou se nazývaly aradecor (oproti patentu z brněnské továrny Vlněna (ukončení výroby počátkem devadesátých let 20. století),  kde se nazýval artprotis). Po zrušení továrny koncem devadesátých let 20. století, stroj získala výtvarnice Milada Hynková.
První zmínka o škole ve Kdyni pochází ze druhé poloviny 18. století. V současné době se ve Kdyni nachází tři školní budovy. První stojí na Náměstí a pochází z roku 1895. Další stojí v ulici Komenského z roku 1910, ke které byla v roce 1930 přistavěna nová budovy školy. Od té doby nese název Masarykova. A poslední je z roku 2010, je postavena ve stejném areálu jako budova před tím.

## Obyvatelstvo
| Rok            | 1869  | 1880  | 1890  | 1900  | 1910  | 1921  | 1930  | 1950  | 1961  | 1970  | 1980  | 1991  | 2001  | 2011  | 2021  |
| -------------- | ----- | ----- | ----- | ----- | ----- | ----- | ----- | ----- | ----- | ----- | ----- | ----- | ----- | ----- | ----- |
| Počet obyvatel | 4 189 | 4 456 | 4 266 | 4 646 | 5 022 | 4 856 | 5 138 | 4 025 | 4 193 | 4 784 | 4 802 | 4 369 | 4 900 | 5 197 | 4 999 |
| Počet domů     | 534   | 552   | 547   | 591   | 638   | 686   | 868   | 943   | 901   | 917   | 851   | 974   | 1 020 | 1 132 | 1 172 |

## Městská správa

### Části města
- Branišov
- Dobříkov
- Hluboká (včetně osady Vítovky)
- Kdyně
- Modlín
- Nové Chalupy
- Podzámčí
- Prapořiště
- Smržovice
- Starec

Od 26. listopadu 1971 do 23. listopadu 1990 k městu patřily i Brnířov (Brnířov se, již bez Podzámčí, opět osamostatnil k 24. listopadu 1990) a Nová Ves a od 1. července 1980 do 23. listopadu 1990 také Libkov a Loučim.
Samotná Kdyně je rozdělena na dva historické celky Starou Kdyni a (Novou) Kdyni. Toto rozdělení vzniklo po vyhoření původní Staré Kdyně a vybudování obce od základů znovu.

### Městské symboly
Znak města je historický, vlajka byla městu udělena rozhodnutím předsedkyně Poslanecké sněmovny Parlamentu České republiky dne 8. listopadu 2024.

## Doprava
Město stojí u křižovatky silnice I/22 se silnicí II/184. Na jižním okraji města se nachází stanice Kdyně na železniční trati Horažďovice předměstí – Domažlice.

## Sport
- sportovní stadion – fotbalová hřiště, lehká atletika
- víceúčelové sportovní hřiště – volejbal, košíková, fotbal, tenis, hokejbal, in-line bruslařský areál
- sokolovna (velký a malý sál) – volejbal, košíková, fotbal, gymnastika
- tenisové kurty – dvě antuková hřiště
- kuželna – nově čtyřdráha
- fitness
- jezdectví
- venkovní koupaliště Hájovna
- nová víceúčelová hala u základní školy
- centrum vodní zábavy

## Pamětihodnosti

### Muzeum příhraničí
Muzeum sídlí v rekonstruované budově bývalých přádelen. Expozice je zaměřena zejména na historii regionu, textilní průmysl, zemědělství a na česko-bavorské soužití v příhraničí.

### Kostel svatého Mikuláše
Nejstarší zprávy o kostele pochází ze druhé poloviny 14. století. Z původní stavby jsou zachovány fragmenty v budově kostela a části kostelní zdi. V 18. století byly provedeny významné stavební úpravy, věž byla zvýšena a opatřena cibulovitou bání, loď prodloužena a stavba rozšířena. Ke kostelu neodmyslitelně patří nedaleko umístěná budova fary.
Kostel svatého Mikuláše byl vždy kostelem farním, filiálním kostelem byl kostel svatého Jiří v Koutě na Šumavě. Po reorganizaci Plzeňské diecéze v roce 2002 se Kdyně stala sloučenou farností, zahrnující i dřívější samostatné farnosti Loučim, Pocinovice a svatá Anna (Tannaberk).
| Jméno                      | Životopisná data | Doba působení                                                                    |
| -------------------------- | --- | -------------------------------------------------------------------------------- |
| P. Karel Adamec            | |                                                                                  |
| P. Miroslav Kratochvíl     | * 14. ledna 1948 (Dambořice). Vysvěcen v roce 1983 v Českých Budějovicích. Předchozí působiště: Přeštice, Domažlice. | 1. července 1988 – působí dosud – zároveň okrskovým vikářem (vikariát Domažlice) |
| P. Josef Nedoma            | * 25. září 1920 (Dolany u Olomouce) – † 1988 (Kdyně). Vysvěcen 1. července 1972. | 1. července 1985 – 13. března 1988                                               |
| P. Mons. Jindřich Suchánek | * 7. ledna 1923 (Vyškov) – † 21. ledna 2009 (Mrákov). Vysvěcen 26. června 1949 v Českých Budějovicích. Předchozí působiště: Počátky, Týn nad Vltavou, Myslív a Zavlekov; 1974 – 2009 Mrákov. | 1. září 1984 – 30. června 1985 (zastupující v době nemoci P. Bohumila Marouše)   |
| P. Bohumil Marouš          | * 19. března 1921 (Písek) – † 4. října 1985 (Charitní domov Moravec). Vysvěcen 5. dubna 1945 v Praze. Dřívější působiště: od 1. září 1945 Kadov, Seč; od 1. srpna 1947 svatý Mouřenec, Hartmanice a Dobrá Voda; od 2. září 1949 do 9. května 1960 uvězněn (uranové doly), pak Pozemní stavby Písek; 6. července 1961 – 5. září 1965 znovu uvězněn; do 15. května 1968 Pozemní stavby Písek; od 15. května 1968 Dolní Lukavice, Řenče. | 1. května 1974 – 31. srpna 1984                                                  |
| P. Josef Břicháček         | * 8. listopadu 1928 (Předbořice) – † 10. června 2004 (Stará Boleslav). Vysvěcen 25. června 1967. Další působiště: 1967 – 1969 Pelhřimov, Veselá a Častrov (kaplan), 1969 – 1974 Kdyně, 1974 – 1990 Zavlekov, 1990 – 1999 Svatá Hora, 1999 – 2001 Pelhřimov, od 2001 Lomec. | 1. srpna 1969 – 30. dubna 1974                                                   |
| P. Václav Roubal           | * 25. října 1916 Chudenice, vysvěcen 14. června 1942 | 1. září 1959 – 31. července 1969                                                 |
| P. Antonín Šmelc           | † 14. února 1961 Lukavice | 1. listopadu 1957 – 31. srpna 1959                                               |
| P. Štefan Pataki           | | 1. ledna 1953 – 31. října 1957                                                   |
| P. Jan Skala               | † 30. 11. 1952 Kdyně | 1. srpna 1928 – 30. listopadu 1952                                               |
| Mons. Josef Kavale         | | 1. července 1904 – 29. února 1928                                                |
| Václav Tůma                | | 14. listopadu 1887 – 10. ledna 1904                                              |
| Antonín Heinz              | | 14. dubna 1864 – 11. června 1887                                                 |
| Vincenc Bauer              | | 8. května 1850 – 9. prosince 1863                                                |
| Math. Pittner              | |                                                                                  |
| Vojtěch Schimann           | |                                                                                  |

### Synagoga
Nedaleko náměstí je umístěna zachovalá synagoga pocházející z druhé poloviny 19. století. Synagoga ve Kdyni byla vystavěna v novorománském slohu a je jednou z nejzachovalejších staveb svého druhu v Plzeňském kraji. Na základě návrhu Památkového ústavu v Plzni ji prohlásilo Ministerstvo kultury za národní kulturní památku.

### Zámeček
Nedaleko kdyňské fary se nachází budova Zámečku (takto nazýván od roku 1796), historické budovy postavené na místě bývalého panského dvora majitelů Rýzmberského panství. Od druhé poloviny 17. století se v budově střídali úředníci a statkáři. V roce 1903 byl objekt zakoupen Čeňkem Rendlem a přebudován na pension. V současné době je v budově umístěno pohostinství stejného jména.

### Další památky města a v okolí
Na náměstí se nachází radnice z 19. století a secesní budova školy z roku 1893. V okolí Kdyně se nacházejí zříceniny hradů Rýzmberk a Nový Herštejn a zaniklý hrad Příkopy, nad Kdyní pak stojí rozhledna Koráb z osmdesátých let 20. století

## Galerie

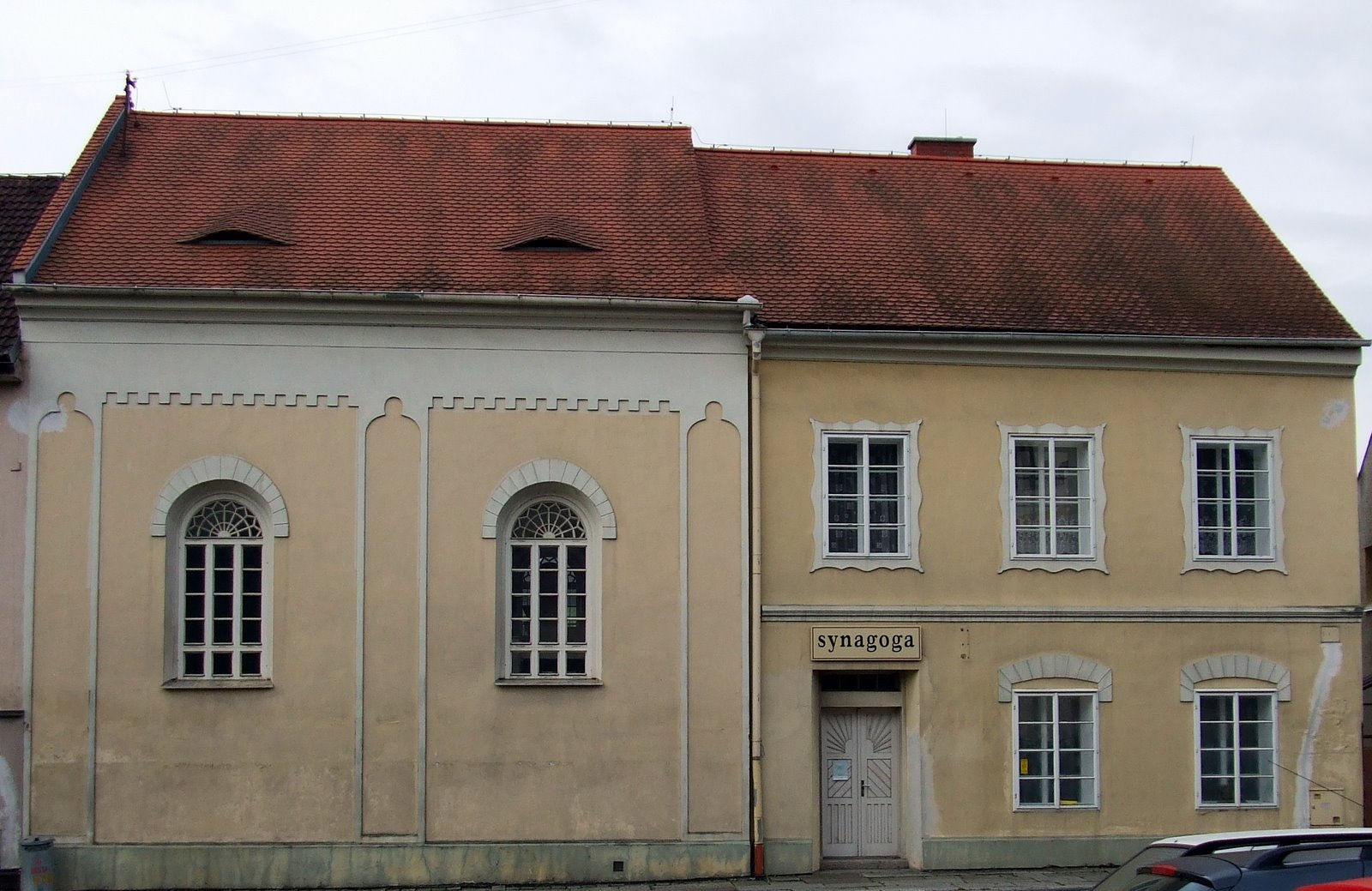
Synagoga
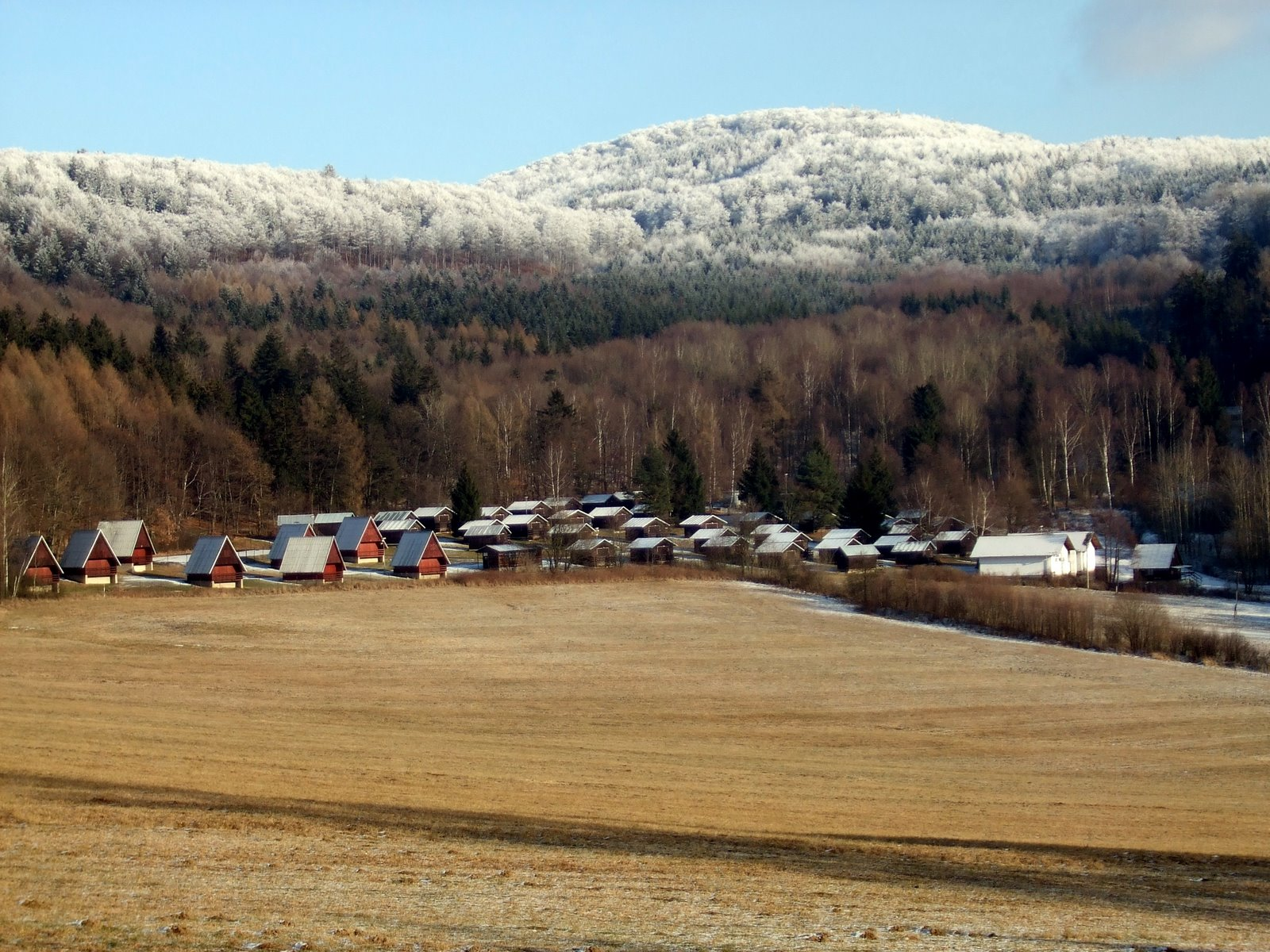
Autokemp Hájovna
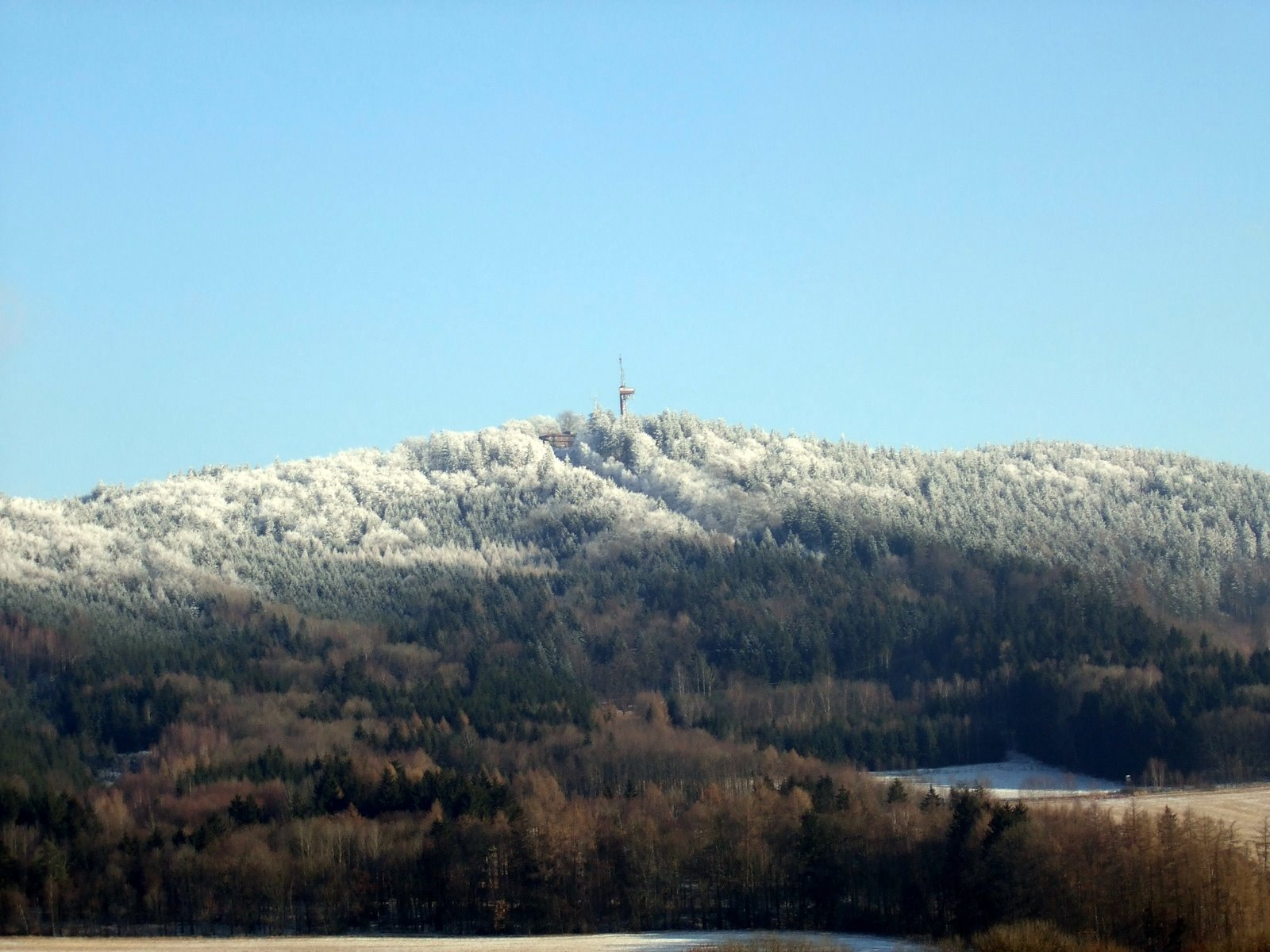
Rozhledna Koráb
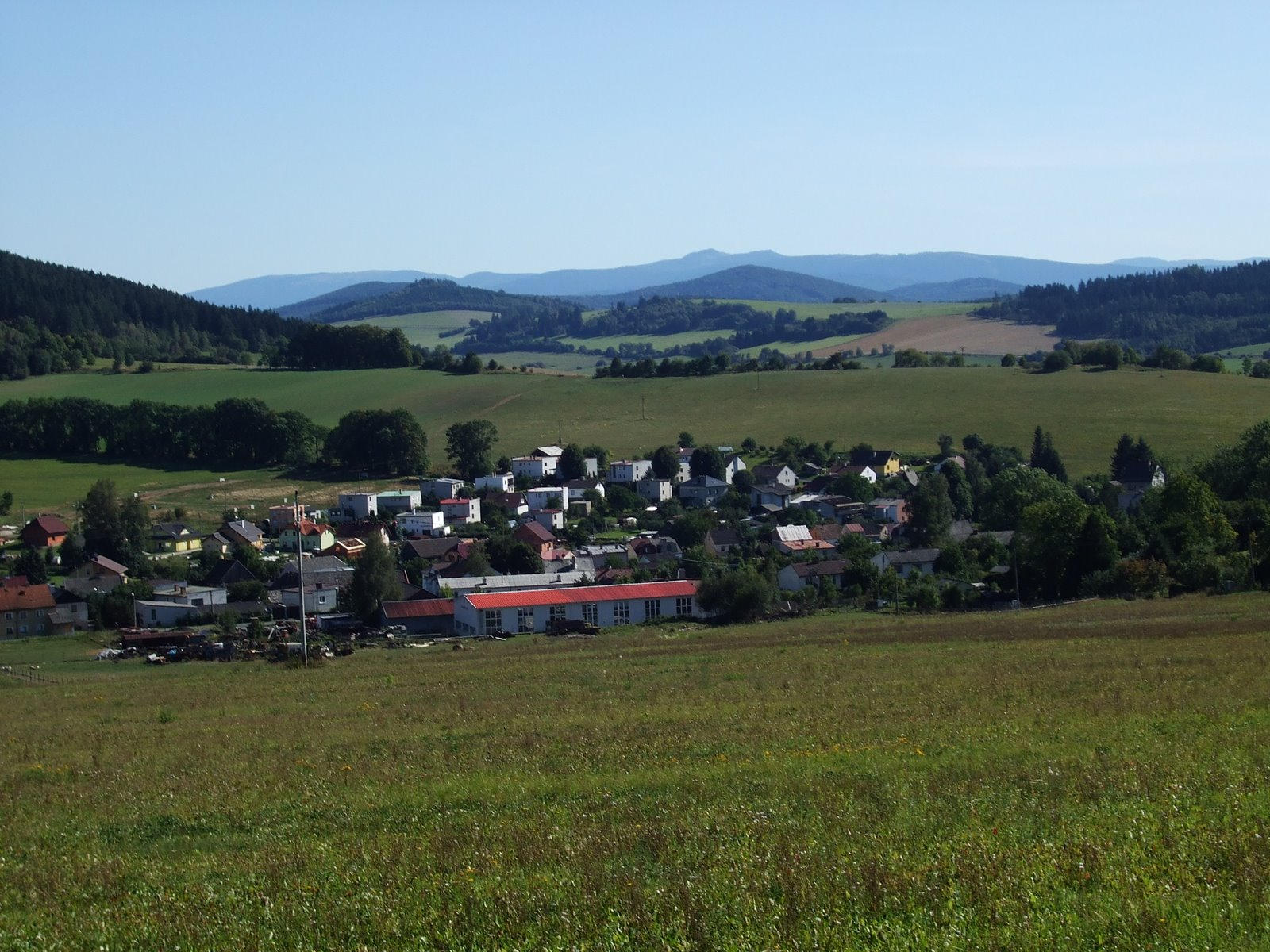
Pohled přes Starou Kdyni
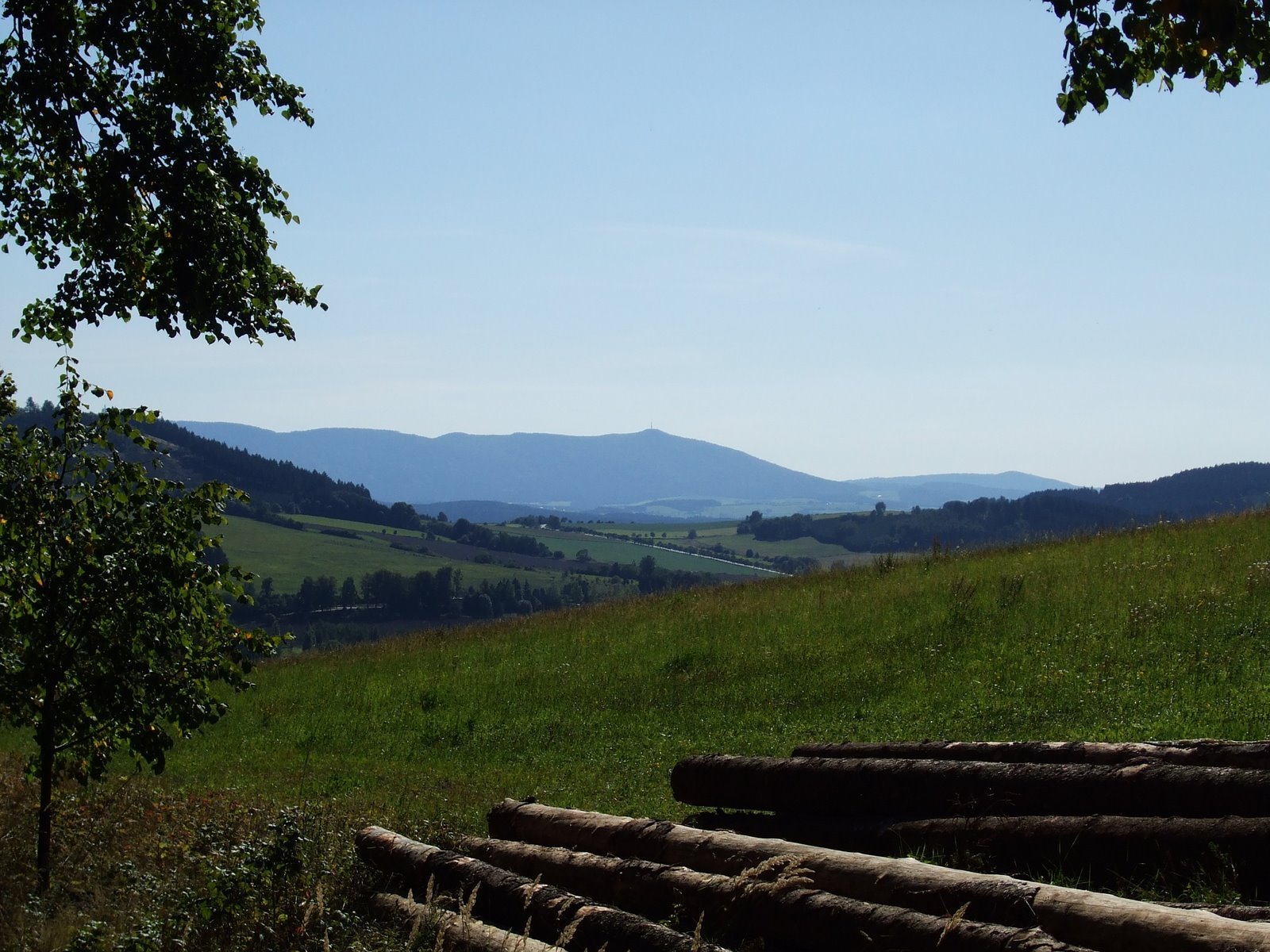
Všerubský průsmyk
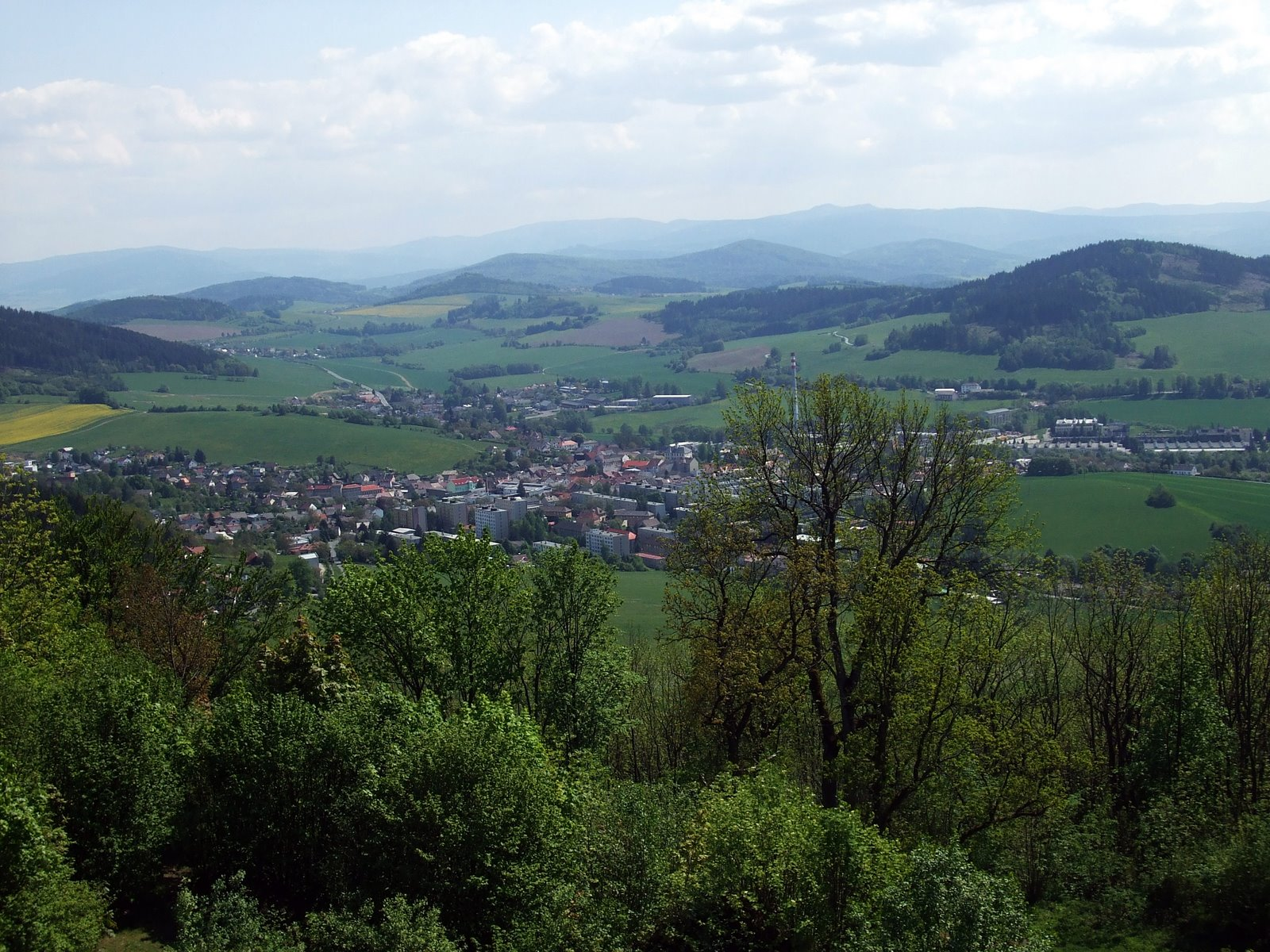
Kdyňské panorama
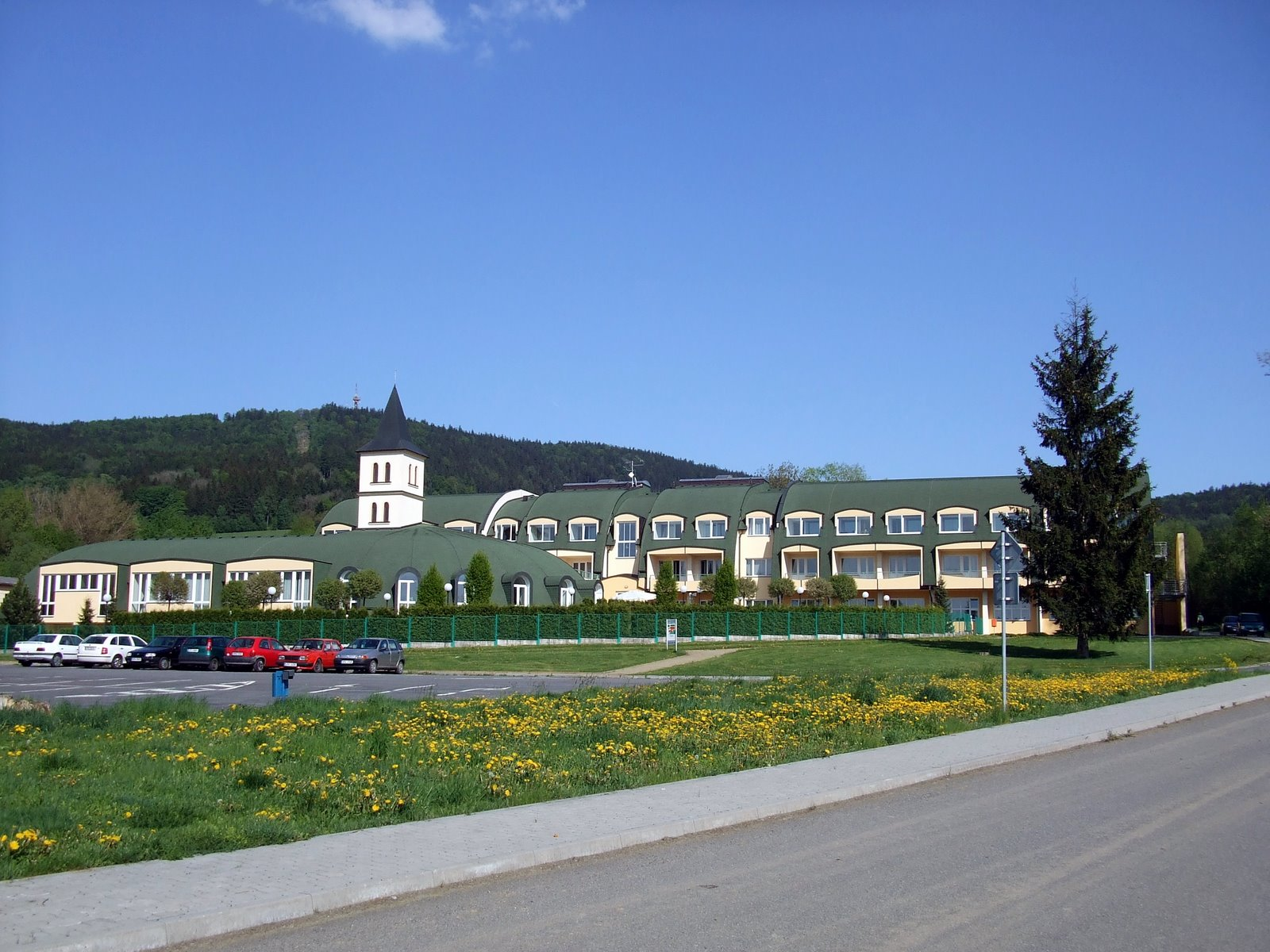
Domov důchodců
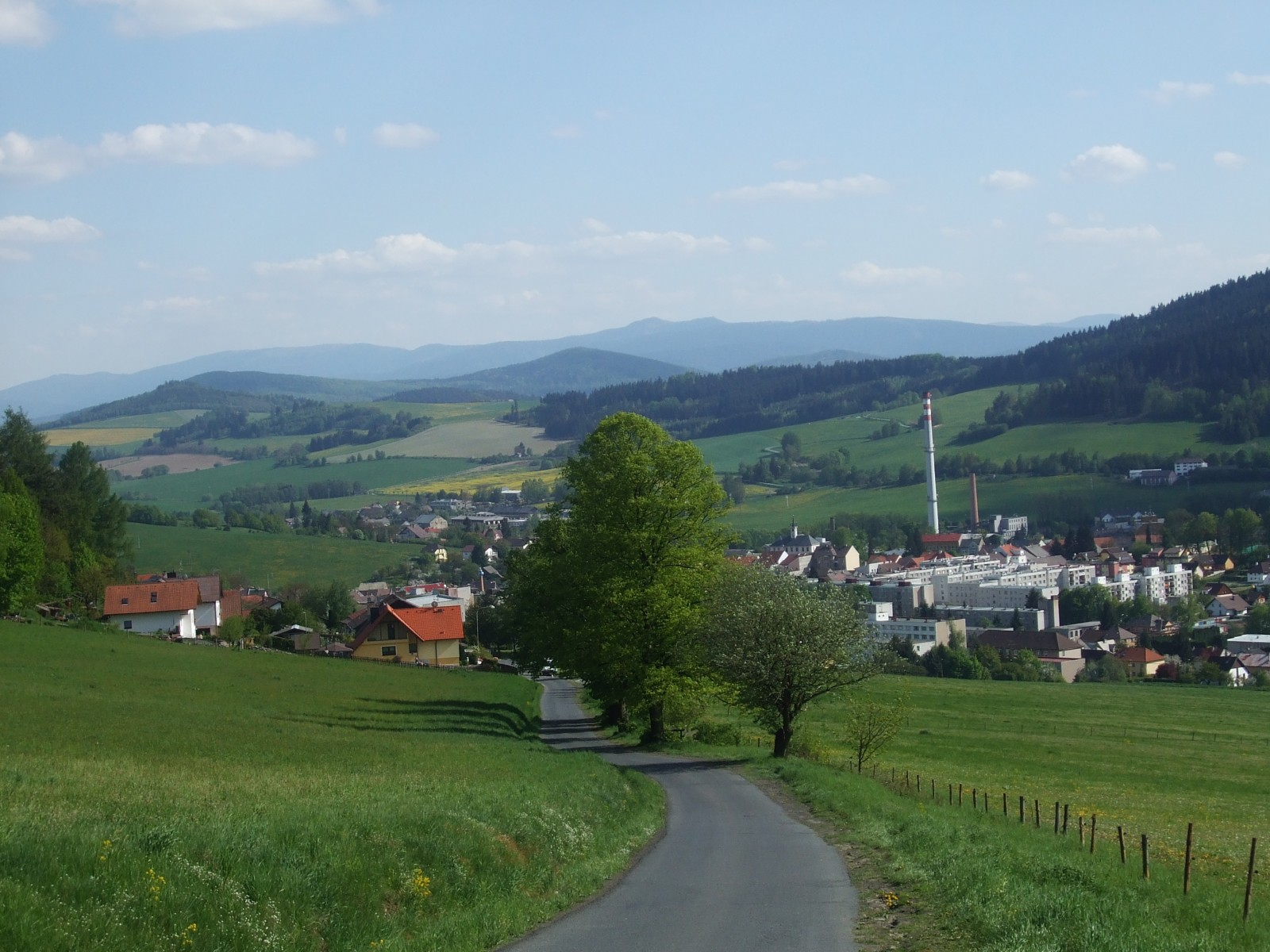
Pohled od Rýzmberku
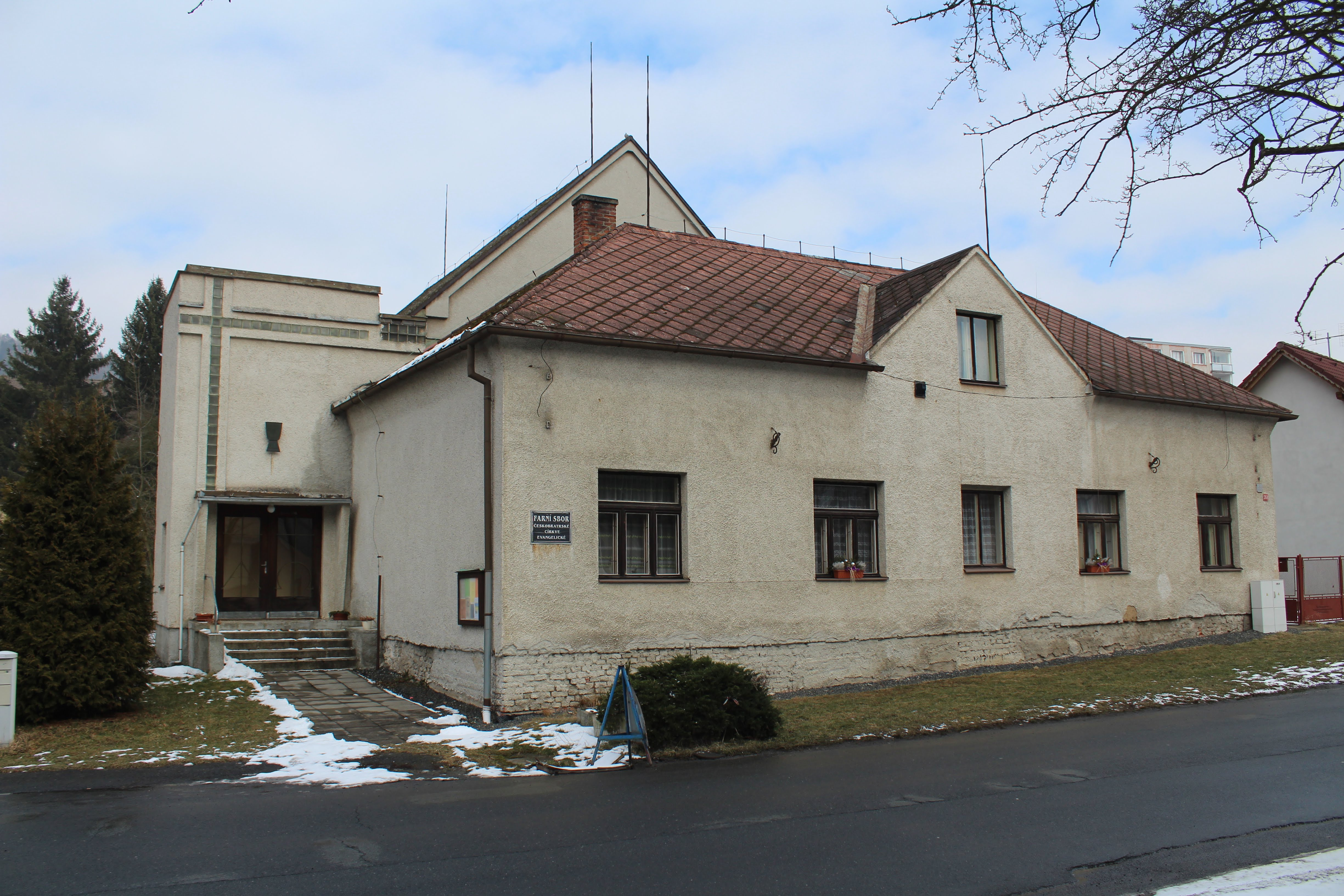
Farní sbor Českobratrské církve evangelické ve Kdyni